# Al-Ramtha Sport Club
O Al-Ramtha Sport Club é um clube de futebol jordaniano com sede em Ramtha. A equipe compete no Campeonato Jordaniano de Futebol.

## História
O clube foi fundado em 1966.

## Títulos
Campeonato Jordano: 1981, 1982, 2021
 Copa da Jordânia: 1990, 1991
 Copa FA Shield: 1990, 1991, 1994, 1997, 2001
 Super Copa da Jordânia: 1983, 1990, 2022